# Baykar Bayraktar Akıncı
Bayraktar Akıncı (pronunciación turca: [bajraktar akɯnd͡ʒɯ], Raider literalmente "Akıncı") es un vehículo aéreo de combate no tripulado (UCAV) de gran altitud y larga resistencia (HALE) fabricado por la empresa de defensa turca Baykar. Las primeras tres unidades entraron en servicio con las Fuerzas Armadas de Turquía el 29 de agosto de 2021.

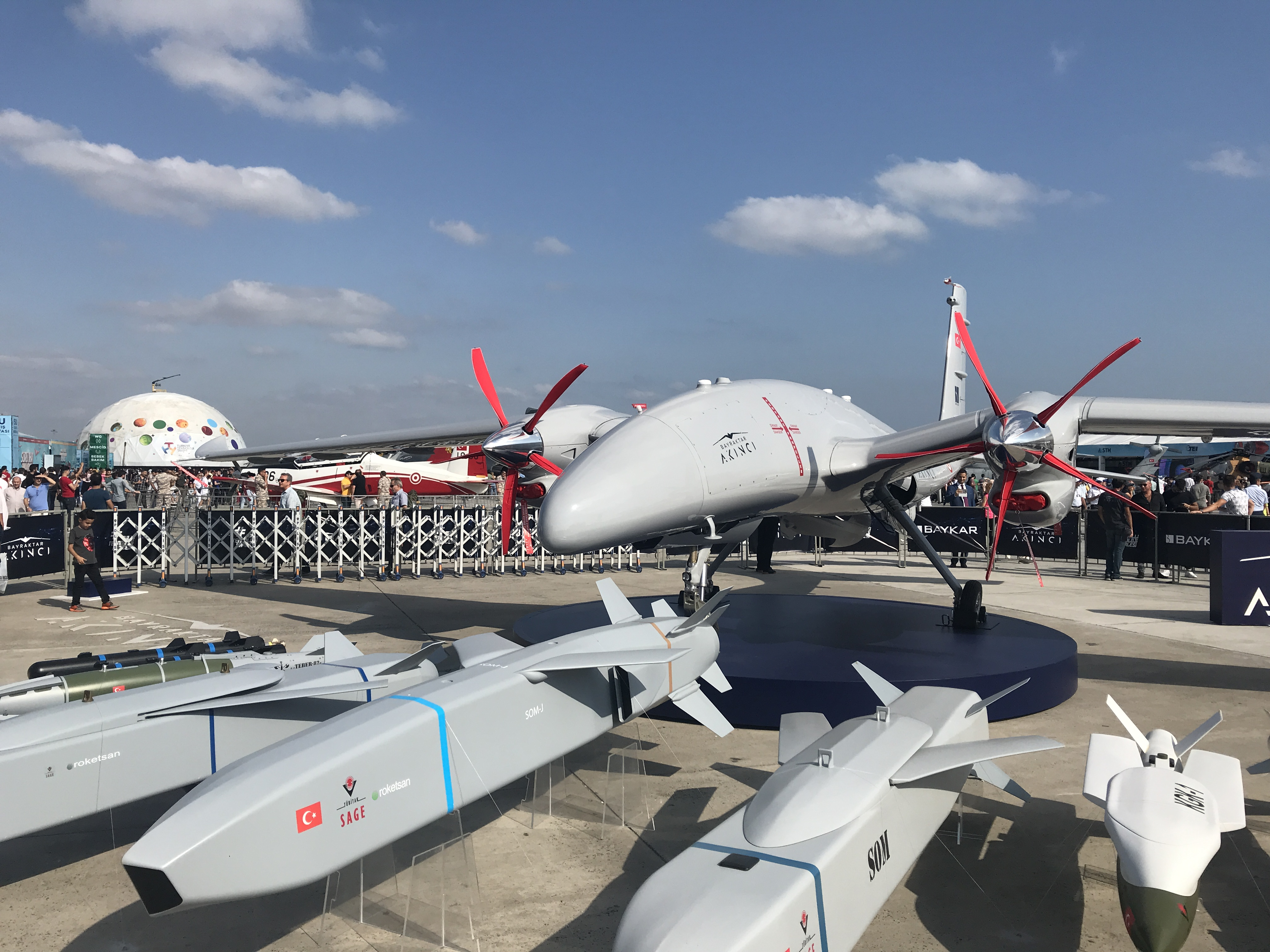
Un Bayraktar Akıncı en Teknofest 2019

El avión tiene un peso máximo de despegue (MTOW) de más de 5,5 toneladas, de las cuales más de 1350 kg se componen de carga útil. Akıncı está equipado con dos motores turbohélice que tienen dos tipos diferentes de capacidades de empuje, 450 o 750 hp. Akıncı está equipado con sistemas electrónicos de apoyo y contramedidas, sistemas de comunicación por satélite dual, radar aire-aire, radar para evitar colisiones y un radar avanzado de apertura sintética.